# 孔震
孔震（250年—325年），表字伯起，西晋时鲁郡人。孔子二十二代孫，孔損玄孙，孔曜曾孙，孔讚之孙，孔羡之子。
曹魏黄初二年（221年）正月魏文帝命孔羡为宗圣侯，孔羡死后，孔震袭爵宗圣侯。晋武帝泰始三年（267年）十二月孔震改封奉圣亭侯，拜为太常卿、黄门侍郎，食邑二百户，孔震七十五岁去世。

## 参看
- 孔子
- 孔子世家大宗世系
- 孔子世系
- 孔子世家大宗世系图
- 孔子世家总世系图 (中兴祖前)